# Hiszpania, Czas i Historia
Hiszpania, Czas i Historia (hiszp. España, el Tiempo y la Historia) – obraz olejny hiszpańskiego malarza Francisca Goi, namalowany w latach 1812–1814. Jest wyrazem liberalnych poglądów artysty i jego zaangażowania w problematykę swoich czasów.
Obraz od 1961 roku znajduje się w zbiorach Nationalmuseum w Sztokholmie, jako dar Przyjaciół Muzeum (Nationalmusei Vänner).

## Okoliczności powstania
Francisco Goya intensywnie, być może bardziej niż jakikolwiek inny artysta, angażował się wraz ze swoją sztuką w zasadnicze zagadnienia i problematykę swoich czasów – przełom XVIII i XIX wieku. Zasadnicza część jego twórczości zabarwiona jest jego intelektualną i emocjonalną reakcją na dramatyczny przebieg wydarzeń na arenie politycznej jego kraju i tego, co poruszało do głębi naród hiszpański. Począwszy od serii akwafort Kaprysy, wydanych w 1799 roku, powstałe wówczas jego obrazy, rysunki i grafiki zawierały liczne aluzje do wydarzeń, stosunków społecznych i idei, które były trudne lub wręcz niemożliwe do zrozumienia bez dobrej znajomości hiszpańskiej historii i hiszpańskiego usposobienia. Monumentalna alegoria Hiszpania, Czas i Historia, wydaje się być aluzją do głównego wydarzenia w Hiszpanii, w czasie kiedy okupowały ją wojska Napoleona.
Obraz Hiszpania, Czas i Historia i jego pendant, Poezja, zostały po raz pierwszy wymienione w literaturze w 1867 roku, kiedy były własnością austriackiego konsula w Kadyksie. Ich duże wymiary świadczą, iż były dekoracjami ściennymi, namalowanymi przypuszczalnie na zamówienie miasta Kadyks. Dyskusyjne było również datowanie obu dzieł, które stylistycznie są zbliżone do innego dużego płótna artysty, Alegoria miasta Madryt, namalowanego w 1810 roku. Jako szkic przygotowawczy do obrazu Hiszpania, Czas i Historia namalował Goya w ostatnich latach XVIII wieku niewielki obraz olejny Prawda odkryta przez Czas przed Historią jako świadkiem (obecnie w zbiorach Museum of Fine Arts, w Bostonie). Tematem dzieła stał się popularny barokowy motyw, „Prawda, Czas, Historia”, inspirowany Ikonologią Cesare Ripy oraz sentencją „Prawdę czas odsłania”. Prawda, zarówno na szkicu, jak i na obrazie została ukazana jako naga kobieta, a Czas – jako postać z klepsydrą w ręce. Piasek przesypujący się z jednego naczynia do drugiego symbolizuje szybko upływający czas.

## Opis

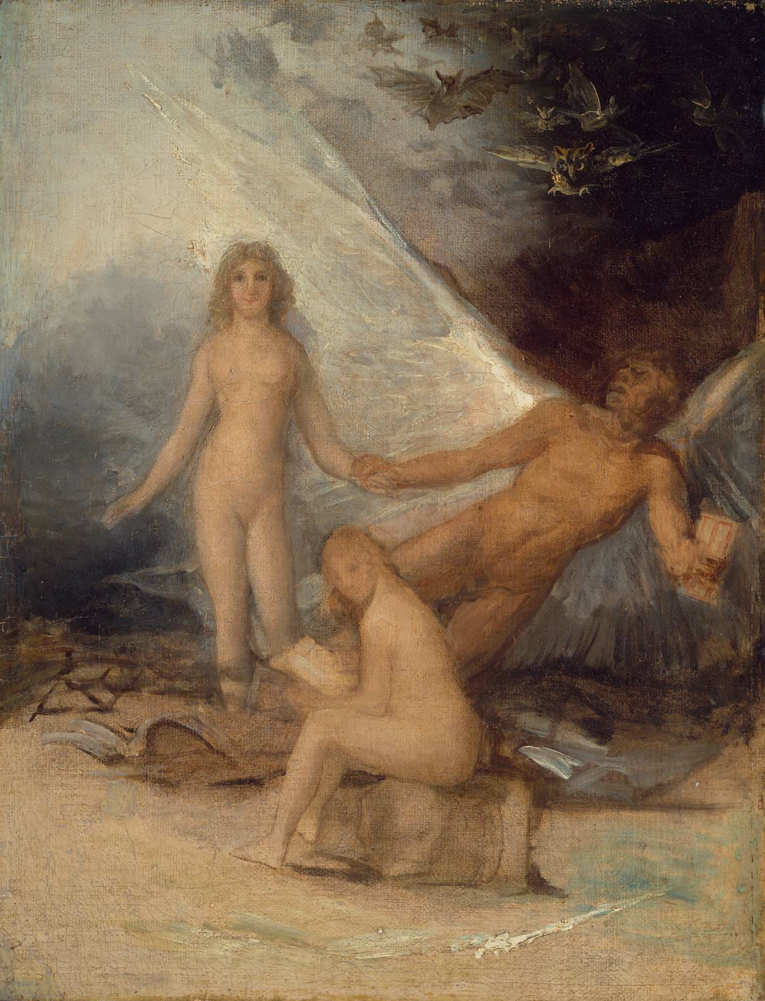
Prawda odkryta przez Czas przed Historią jako świadkiem, 1797–1799, Museum of Fine Arts, Boston

Ubrana na biało kobieta, główna postać obrazu, ucieleśnia Hiszpanię, ponieważ w ręce trzyma berło. Eleanor Sayre wykazała, że obraz powstał pomiędzy rokiem 1812 a 1814, ponieważ książka, trzymana przez postać w drugiej ręce to egzemplarz hiszpańskiej konstytucji z 1812 roku. Konstytucja ta, zwana konstytucją z Kadyksu, zawierała liberalne i radykalne idee, wywodzące się z oświecenia i rewolucji francuskiej. Wprowadzała monarchię konstytucyjną, zakaz tortur w więzieniach i niemal nieograniczoną wolność prasy. Dla Goi, jego przyjaciół i zwolenników, konstytucja ta niosła nadzieję na poprawę sytuacji w kraju. Nietoperze i sowy, obecne w tle szkicu, zostały na obrazie zastąpione mrokiem i pozbawionymi listowia drzewami. Czas, ukazany tu jako skrzydlaty starzec, odwrócił klepsydrę z piaskiem do góry, aby wskazać, że dla Hiszpanii zaświtała nowa era. Historia została przedstawiona zgodnie z Ikonologią Ripy, jako postać pisząca kronikę i jednocześnie spoglądająca przez ramię w przeszłość. Stopę oparła na kamieniu, co symbolizuje jej stanowczość i niezłomność. Istotną rolę odgrywa w kompozycji obrazu światło, padające skośnie z lewej strony i tworzące ze skrzydłem Czasu tło dla postaci Hiszpanii. W czasach Goi mogło mieć ponadto jeszcze jedno znaczenie, jako symbol oświecenia.
Konstytucja hiszpańska zdążyła wywrzeć istotny wpływ, mimo że w 1814 roku została uchylona, a reakcja ponownie zatriumfowała. Liberałowie zostali poddani prześladowaniom, a Goya, który również czuł się zagrożony, ostatecznie w 1824 roku udał się na dobrowolne wygnanie.